# Pratt & Whitney Canada PW200
Die Pratt & Whitney Canada PW200 ist eine Serie von Wellengasturbinen für die Luftfahrt, insbesondere für den Antrieb von Hubschraubern. Diese Triebwerke werden von Pratt & Whitney Canada produziert.
Die Arbeiten an dem Typ begannen 1983. Die erste in Serie gehende Variante war PW206A, die ihre Zulassung 1991 zusammen mit der Variante PW206B erhielt. Das Triebwerk besteht aus einem einstufigen Radialverdichter, der über einen am Umfang liegenden Einlass die Verbrennungsluft ansaugt, einer Brennkammer mit Umlenkung und 12 Einspritzdüsen sowie einer axialen Hochdruckturbine für den Kompressorantrieb und einer axialen Niederdruckturbine für den Wellenantrieb, der mit einem Verhältnis von i=6,634 untersetzt ist. Alle Varianten des Triebwerkes verfügen über einen digitalen Triebwerksregler (FADEC), bei dessen Ausfall kann die Turbine aber auch über eine konventionelle hydromechanische Einheit weiter betrieben werden. Ein Elektrostarter setzt das Triebwerk in Gang. Gezündet wird der Kraftstoff beim Triebwerksstart über ein doppelt ausgelegtes Zündsystem.
Triebwerke dieser Serie 206 werden in der MD Helicopters Explorer, der Agusta A109E, Bell 427, Kasan Ansat und der Eurocopter EC 135 verwendet. Aktuell (6/2006) sind die Triebwerksvarianten PW207C/D/E, die alle über ein integriertes Engine Configuration Management System verfügen. 
Die Variante PW207K ist für den Export nach Russland und den Einsatz im Kasan Ansat vorgesehen. 20 Triebwerke dieser Variante wurden 2001 an Kasan verkauft. 
Das Triebwerk muss nach einer Betriebszeit von 600 Stunden oder einmal im Jahr gewartet werden. Die Zeit zwischen den Überholungen (MTBO) beträgt 3000 Stunden (respektive 3500 Stunden für ältere Triebwerke) oder 15.000 Flug-Zyklen.
Die neuste Variante PW210 (z. B. PW210A für die Leonardo Helicopters AW169 oder PW210S für die Sikorsky S-76D) ist die leistungsstärkste Variante und hat einen geringeren Verbrauch als die Vorgängerversionen. Diese neue Variante wird von P&W als neue Baureihe angesehen, da sie gegenüber dem PW200 nun über einen jeweils zweistufigen Radialverdichter und Niederdruckturbine sowie eine Steuerung über doppelt redundantes FADEC verfügt. Die PW210 ist seit 2014 im Einsatz.

## Technische Daten (Übersicht)
| Typ     | Start- Leistung kW | Dauer- Leistung kW | Länge m | Breite m | Höhe m | Trocken- gewicht kg | Max. Dreh- zahl min-1 |
| ------- | ------------------ | ------------------ | ------- | -------- | ------ | ------------------- | --------------------- |
| PW206A  | 463                | 410                | 0,93    | 0,54     | 0,62   | 107,5               | 6741                  |
| PW206B  | 321                | 321                | 1,04    | 0,52     | 0,73   | 118,9               | 6741                  |
| PW206B2 | 321                | 321                | 1,04    | 0,52     | 0,73   | 117,2               | 6741                  |
| PW206C  | 418                | 418                | 0,93    | 0,54     | 0,62   | 107,5               | 6151                  |
| PW206E  | 482                | 426                | 0,93    | 0,54     | 0,62   | 113,7               | 6741                  |
| PW207C  | 426                | 426                | 0,93    | 0,54     | 0,62   | 113,7               | 6741                  |
| PW207D  | 426                | 426                | 0,93    | 0,54     | 0,62   | 113,7               | 6741                  |
| PW207E  | 482                | 426                | 0,93    | 0,54     | 0,62   | 113,7               | 6741                  |
| PW210   | 750                |                    | 1,092   | 0,50     | 0,597  |                     | 6409                  |

Das Triebwerk PW206A weist eine Verdichtung von 8 und bei Startleistung einen spezifischen Verbrauch von 340 g/kWh auf.

## Belege
1. ↑  PW210 Engine. In: Pratt & Whitney. Abgerufen am 30. August 2023 (englisch).
2. 1 2 3 4  PW210. In: MTU Aero Engines. Abgerufen am 30. August 2023.